# Marianne von Werefkin
Marianne von Werefkin (født Marianna Wladimirowna Werewkina, ru: Мариа́нна Влади́мировна Верёвкина, 10. september 1860 i Tula i Tula oblast, Rusland, død 6. februar 1938 i Ascona, Schweiz) var en russisk ekspressionistisk maler.
Werefkin fik som 14-årig sine første tegnetimer hos en af 'vandremalerne' Illarion Prjanisjnikov (no), og da familien 1886 flyttede til St. Petersborg fik hun privattimer hos Ilja Repin. En skudulykke 1888 tvang hende til en længere pause med maleriet.
Hos Ilja Repin mødte Werefkin maleren Alexej von Jawlensky, og 1896 rejste de sammen til München.
I 1909 var Werefkin medstifter af Neue Künstlervereinigung München, og 1912 tilsluttede Werefkin og Jawlensky sig Der Blaue Reiter.
På grund af 1. verdenskrig rejste Werefkin og Jawlensky videre til Schweiz, og 1919 flyttede de til Ascona ved Lago Maggiore i det sydlige Schweiz, hvor Werefkin sluttede sig til kunstnergruppen "Großer Bär". Hun og Jawlensky gik fra hinanden to år senere.
| - Familie - Familiens våben, 1799 - Marianne von Werefkin af Ilja Repin, 1881 - Selvportræt i sømandstrøje, 1893 - Faren, general Werefkin, 1911-15 |

| - Værker af Marianne von Werefkin − efter år - Portræt af Vera Repin, 1881 - I teatret (I.), 1906 - "Efterår − Skole", ca. 1907 - Begravelse, 1907 |

| - Kostskole for piger, 1907 - Stormen, 1907/08 - Måneskin, 1909/10 - Danseren Sacharoff, 1909 - På caféen, 1909 - Den røde by, 1909 - De sorte kvinder, 1910 - Ind i natten, 1910 ('In die Nacht hinein') - Tragisk stemning, 1910 - Tagspånfabrik i Oberau, 1910 (de) - Skøjteløbere, 1911 - Klipper ved Ahrenshoop, 1911 ("Die Steilküste von Ahrenshoop") - I landsbyen, 1912 - Politivagt i Vilnius, 1914 (de) - Stormvind ('Sturmwind'), 1915-17 - Fantastisk nat, 1917 - Familien, 1922 - Via Crucis (Korsvejen), 1926/27 - To børn foran plakatsøjlen "Grand Cirque", ca. 1930 - Munken, 1932 - Kors i landskabet, år ? - Nattens snefald, år ? - Soirée, år ? |